# Blagoj Blagoev
Blagoj Dimitrov Blagoev (in bulgaro Благой Димитров Благоев?; Preslav, 4 dicembre 1956) è un ex sollevatore bulgaro medagliato olimpico e campione mondiale ed europeo che ha gareggiato nelle categorie dei pesi massimi leggeri (fino a 82,5 kg.) e dei pesi medio-massimi (fino a 90 kg.).

## Carriera
Atleta promettente già a livello juniores, Blagoj Blagoev esordì nelle grandi competizioni internazionali tra i senior in occasione dei Campionati europei di Berlino Est del 1976, dove vinse la medaglia d'argento nella categoria dei pesi massimi leggeri con 365 kg. nel totale, alle spalle del sovietico Valerij Šarij (367,5 kg.), campione mondiale in carica. Nello stesso anno Blagoev partecipò alle Olimpiadi di Montréal, terminando la gara al 2º posto con 362,5 kg. nel totale, ma venendo subito dopo squalificato per essere risultato positivo al doping.
Dopo un anno di squalifica tornò a gareggiare nel 1977 e nel 1979 vinse la medaglia d'oro ai Campionati europei di Varna con 380 kg. nel totale, battendo il polacco Paweł Rabczewski (352,5 kg.). Alcuni mesi dopo Blagoev vinse la medaglia d'argento ai Campionati mondiali di Salonicco 1979 con 362,5 kg. nel totale, alle spalle del sovietico Jurij Vardanjan (370 kg.).
Alle Olimpiadi di Mosca 1980 Blagoev conquistò la medaglia d'argento con 372,5 kg. nel totale, nuovamente dietro a Vardanjan (400 kg.). In quell'anno la competizione olimpica di sollevamento pesi era valida anche come Campionato mondiale.
Nel 1981 Blagoev, dopo essere passato alla categoria superiore dei pesi medio-massimi, vinse la medaglia d'oro ai Campionati mondiali ed europei di Lilla con 405 kg. nel totale, bissando entrambi i titoli ai Campionati mondiali ed europei di Lubiana 1982 con 415 kg. nel totale.
Nel 1983 si confermò ancora sul tetto del mondo, vincendo la medaglia d'oro ai Campionati mondiali ed europei di Mosca con 417,5 kg. nel totale, battendo il sovietico Viktor Solodov (410 kg.) e il polacco Andrzej Piotrowski (382,5 kg.).
L'anno successivo Blagoev ottenne la medaglia d'argento ai Campionati europei di Vitoria con 417,5 kg. nel totale dietro a Solodov (420 kg.), ma non poté partecipare alle Olimpiadi di Los Angeles 1984 a causa del boicottaggio dei Paesi dell'Est europeo.
Quella dei Campionati europei del 1984 fu l'ultima apparizione di Blagoev in un campionato internazionale.
Dopo la caduta del regime comunista in Bulgaria, Blagoj Blagoev, ormai ritiratosi dall'attività agonistica, emigrò in Australia.
Nel corso della sua carriera di sollevatore Blagoev realizzò 18 record mondiali così suddivisi: 8 nei pesi massimi leggeri, di cui 5 nella prova di strappo e 3 nel totale, e 10 nei pesi medio-massimi, di cui 8 nella prova di strappo e 2 nel totale, non riuscendo mai a realizzarne alcuno nelle prove di slancio.